# Joseph Sweeney
Joseph Sweeney (Filadelfia, 26 luglio 1884 – New York, 25 novembre 1963) è stato un attore statunitense.
È ricordato soprattutto per il suo ruolo di giurato più anziano (il numero 9) in La parola ai giurati, film diretto nel 1957 da Sidney Lumet.

## Filmografia parziale

### Cinema
- Sylvia on a Spree, regia di Harry L. Franklin (1918)
- The Jaywalker, regia di Roy Mack (1930) (con il nome Joe Sweeney)
- Soak the Rich, regia di Ben Hecht e Charles MacArthur (1936)
- Scandalo a Filadelfia (The Philadelphia Story), regia di George Cukor (1940) (non accreditato)
- La gabbia di ferro (Outside the Wall), regia di Crane Wilbur (1950) (non accreditato)
- L'uomo dal vestito grigio (The Man in the Gray Flannel Suit), regia di Nunnally Johnson (1956)
- La pistola sepolta (The Fastest Gun Alive), regia di Russell Rouse (1956)
- La parola ai giurati (Twelve Angry Men), regia di Sidney Lumet (1957)

### Televisione
- Lights Out – serie TV, episodio 3x26 (1951)
- The Nurses – serie TV, 2 episodi (1963)

## Doppiatori italiani
Nelle versioni in italiano dei film da lui interpretati, l'attore è stato doppiato da:
- Lauro Gazzolo in L'uomo dal vestito grigio
- Amilcare Pettinelli in La parola ai giurati